# オスカー・コラーゾ
オスカー・コラーゾ（Oscar Collazo、1997年1月15日 - ）は、アメリカ合衆国のプロボクサー。ニュージャージー州ニューアーク出身。現WBAスーパー・WBO世界ミニマム級統一王者。

## 来歴

### デビュー前・デビュー後
2019年12月3日、オスカー・デ・ラ・ホーヤのゴールデンボーイ・プロモーションズとミゲール・コットのプロモシオーネ・ミゲール・コットと契約。
2020年2月20日、プロデビュー。
2021年12月3日、パナマシティでペドロ・ビィデガスとWBOラテンアメリカミニマム級王座決定戦を行い、3回2分47秒TKO勝ちを収め王座を獲得した。
2022年7月16日、ロサンゼルスのクリプト・ドットコム・アリーナで元WBA世界ミニマム級王者でWBA世界ミニマム級1位のビック・サルダールとWBA世界ミニマム級挑戦者決定戦を行い、12回3-0(118-110、116-112×2)の判定勝ちを収め、エリック・ロサへの挑戦権を獲得した。

### WBO王座獲得
2023年1月28日、カリフォルニア州イングルウッドのYouTubeシアターでユデル・レイエスとWBO世界ミニマム級挑戦者決定戦を行い、5回2分59秒KO勝ちを収め、メルビン・ジェルサレムへの挑戦権を獲得した。
2023年1月30日、WBOからコラーゾとジェルサレムとの指名試合が発令された。
2023年2月27日、WBO本部で行われた入札でコラーゾを擁するゴールデンボーイ・プロモーションズとプロモシオーネ・ミゲール・コットの連合が152,000ドルを提示し、亀田興毅率いる3150FIGHTの101,000ドルを抑えて興行権を落札した。
2023年5月27日、カリフォルニア州インディオのファンタジー・スプリングス・リゾート・カジノでWBO世界ミニマム級王者メルビン・ジェルサレムに挑戦し、7回終了後にジェルサレムが棄権した為TKO勝ちを収め、元WBO世界同級王者のアレックス・サンチェスの11戦を上回るプエルトリコのボクサーで最短記録となる7戦目で王座を獲得した。
2023年8月26日、プエルトリコサンファンのロベルト・クレメンテ・コロシアムでWBO世界ミニマム級9位のガレン・ディアガンと対戦し、6回終了時にディアガンが棄権したためTKO勝ちを収め、初防衛に成功した。
2024年1月27日、アリゾナ州・フェニックスのフットプリント・センターでハイメ・ムンギア対ジョン・ライダーの前座で、WBO世界ミニマム級10位のレイネリス・グティエレスと対戦し、3回2分37秒TKO勝ちを収め2度目の防衛に成功した。
2024年6月7日、ニューヨーク州ヴェローナのターニング・ストーン・リゾート・アンド・カジノ内ターニング・ストーン・イベント・センターで行われた国際ボクシング名誉の殿堂博物館主催のボクシング殿堂入り記念式典の一環として、WBO世界ミニマム級11位のゲラルド・サパタと対戦し、12回3-0（119-109×2、117-110）の判定勝ちを収め3度目の防衛に成功した。

### 王座統一戦
2024年11月16日、リヤドにあるヴェニュー・リヤド・シーズンで行われるリヤド・シーズン「ラティーノ・ナイト」でのヒルベルト・ラミレス対クリス・ビラム＝スミスの前座でWBA世界ミニマム級スーパー王者のノックアウト・CPフレッシュマートと王座統一戦及びリングマガジン世界ミニマム級王座決定戦を行い、7回1分29秒TKO勝ちを収めWBO王座は4回目の防衛、WBAスーパー王座及びリングマガジン王座を獲得した。当初はWBO世界ミニマム級7位のエドウィン・カノ・ヘルナンデスと対戦する予定だったが急遽王座統一戦が実現する事になった。

## 戦績
- プロボクシング：11戦 11勝 (8KO) 無敗

| 戦           | 日付           | 勝敗 | 時間    | 内容    | 対戦相手                         | 国籍         | 備考                                                                  |
| ------------ | -------------- | ---- | ------- | ------- | -------------------------------- | ------------ | --------------------------------------------------------------------- |
| 1            | 2020年10月24日 | ☆    | 3R 1:53 | TKO     | ビセンテ・カストロ・チェネクェ   | メキシコ     | プロデビュー戦                                                        |
| 2            | 2020年12月5日  | ☆    | 2R 1:43 | TKO     | ケビン・ジョン・クルス・ズジーノ | プエルトリコ |                                                                       |
| 3            | 2021年3月25日  | ☆    | 6R      | 判定3-0 | フランシスコ・ボニージャ         | メキシコ     |                                                                       |
| 4            | 2021年12月3日  | ☆    | 3R 2:47 | TKO     | ペドロ・ビィデガス               | エクアドル   | WBOラテンアメリカミニマム級王座決定戦                                 |
| 5            | 2022年7月16日  | ☆    | 12R     | 判定3-0 | ビック・サルダール               | フィリピン   | WBA世界ミニマム級挑戦者決定戦                                         |
| 6            | 2023年1月28日  | ☆    | 5R 2:59 | KO      | ユデル・レイエス                 | メキシコ     | WBO世界ミニマム級挑戦者決定戦                                         |
| 7            | 2023年5月27日  | ☆    | 7R 終了 | TKO     | メルビン・ジェルサレム           | フィリピン   | WBO世界ミニマム級タイトルマッチ                                       |
| 8            | 2023年8月26日  | ☆    | 6R 終了 | TKO     | ガレン・ディアガン               | フィリピン   | WBO防衛1                                                              |
| 9            | 2024年1月27日  | ☆    | 3R 2:37 | TKO     | レイネリス・グティエレス         | ニカラグア   | WBO防衛2                                                              |
| 10           | 2024年6月7日   | ☆    | 12R     | 判定3-0 | ゲラルド・サパタ                 | ニカラグア   | WBO防衛3                                                              |
| 11           | 2024年11月16日 | ☆    | 7R 1:29 | TKO     | ノックアウト・CPフレッシュマート | タイ         | WBA・WBO世界ミニマム級王座統一戦 WBO防衛4 WBA・リングマガジン王座獲得 |
| テンプレート |                |      |         |         |                                  |              |                                                                       |

## 獲得タイトル
- WBOラテンアメリカミニマム級王座
- WBO世界ミニマム級王座（防衛4）
- WBA世界ミニマム級スーパー王座（防衛0）
- リングマガジン世界ミニマム級王座